# Pláž (film)
Pláž (v anglickém originále The Beach) je britsko-americký dramatický film z roku 2000. Režisérem filmu je Danny Boyle. Hlavní role ve filmu ztvárnili Leonardo DiCaprio, Tilda Swintonová, Robert Carlyle, Virginie Ledoyen a Guillaume Canet.
Autorem originální hudby k filmu je Angelo Badalamenti, dále jsou zde použity písně od skupiny New Order (píseň „Brutal“) či hudebníků Johna Calea a Briana Ena („Spinning Away“ v podání skupiny Sugar Ray).

## Produkce
Slavná Pláž z filmu se ve skutečnosti jmenuje Maya Bay, leží na ostrově Ko Phi Phi v Thajsku. Svůj věhlas získala především díky tomuto filmu. Filmaři si ji však zásadně upravili: ve filmu se několikrát objeví záběr na moře, který působí tak, že je pláž skrytá a obehnaná skalisky. Ve filmu byla další skála doplněna v post-produkci, ve skutečnosti je přístup na pláž volný.

## Obsazení
| Leonardo DiCaprio      | Richard   |
| Tilda Swintonová       | Sal       |
| Robert Carlyle         | Daffy     |
| Virginie Ledoyen       | Francoise |
| Guillaume Canet        | Étienne   |
| Paterson Joseph        | Keaty     |
| Lars Arentz-Hansen     | Bugs      |
| Peter Youngblood Hills | Zeph      |
| Victoria Smurfitová    |           |